# Morti nel 2006/Dicembre
| Questa pagina contiene informazioni ricavate automaticamente dalle voci biografiche con l'ausilio del template Bio e di un bot. L'aggiornamento è periodico e automatico e ricostruisce completamente la pagina. Se manca una persona in questa lista, sei pregato di non aggiungerla, ma accertati piuttosto che la sua voce biografica contenga il template Bio e che i dati anagrafici siano correttamente compilati. Se il template Bio manca, inseriscilo tu stesso o, in alternativa, metti l'avviso {{tmp\|Bio}} che ne segnala la mancanza. Se i dati riportati sono sbagliati, correggi direttamente la voce biografica; le modifiche saranno visibili in questa lista entro pochi giorni. Per chiarimenti vedi il progetto biografie. La lista contiene solo le 145 persone che sono citate nell'enciclopedia e per le quali è stato implementato correttamente il template Bio. Pagina aggiornata al 10 giu 2025. |

- 1º dicembre - Robert N. Anthony, economista statunitense (n. 1916)
- 1º dicembre - Theo Braun, pittore e grafico austriaco (n. 1922)
- 1º dicembre - Iyozō Fujita, aviatore giapponese (n. 1917)
- 1º dicembre - Claude Jade, attrice francese (n. 1948)
- 1º dicembre - Marina Rossanda, politica e medico italiana (n. 1927)
- 1º dicembre - Bruce Trigger, archeologo canadese (n. 1937)
- 2 dicembre - Danilo Cubattoli, presbitero e critico cinematografico italiano (n. 1922)
- 2 dicembre - Don Dohler, regista statunitense (n. 1946)
- 2 dicembre - Mariska Veres, cantante olandese (n. 1947)
- 2 dicembre - Cesco Kostner, sciatore alpino italiano (n. 1905)
- 3 dicembre - Ferenc Machos, calciatore ungherese (n. 1932)
- 3 dicembre - Piero Pieroni, scrittore, storico e traduttore italiano (n. 1929)
- 4 dicembre - Joseph Ki-Zerbo, politico e storico burkinabé (n. 1922)
- 4 dicembre - Len Sutton, pilota automobilistico statunitense (n. 1925)
- 4 dicembre - Adam Williams, attore statunitense (n. 1922)
- 5 dicembre - David Bronštejn, scacchista sovietico (n. 1924)
- 5 dicembre - Dagmar Cronstedt, conduttrice radiofonica svedese (n. 1919)
- 5 dicembre - Michael Gilden, attore statunitense (n. 1962)
- 5 dicembre - Gernot Jurtin, calciatore austriaco (n. 1955)
- 5 dicembre - Víctor Mario Pérez, cestista e allenatore di pallacanestro portoricano (n. 1917)
- 6 dicembre - Enrica Dyrell, attrice tedesca (n. 1914)
- 6 dicembre - Robert Rosenblum, storico dell'arte statunitense (n. 1927)
- 6 dicembre - Antonio Ruju, pittore e poeta italiano (n. 1923)
- 7 dicembre - Ljuben Berov, economista, storico e politico bulgaro (n. 1925)
- 7 dicembre - Kevin Berry, nuotatore australiano (n. 1945)
- 7 dicembre - Anton Bolinder, altista svedese (n. 1915)
- 7 dicembre - Antonio Dei, calciatore italiano (n. 1917)
- 7 dicembre - Moses Hardy, militare statunitense (n. 1894)
- 7 dicembre - Jeane Kirkpatrick, politica e diplomatica statunitense (n. 1926)
- 7 dicembre - Jay McShann, musicista e cantante statunitense (n. 1916)
- 7 dicembre - Stefano Ruffini, cantante italiano (n. 1963)
- 7 dicembre - Gurnam Singh, mezzofondista e maratoneta indonesiano (n. 1931)
- 8 dicembre - Girolamo Giardina, botanico italiano (n. 1943)
- 8 dicembre - Francesco Rosetta, calciatore italiano (n. 1922)
- 8 dicembre - Martha Tilton, cantante statunitense (n. 1915)
- 9 dicembre - Alberto D'Aguanno, giornalista e conduttore televisivo italiano (n. 1964)
- 9 dicembre - Ernesto Gutiérrez, calciatore argentino (n. 1927)
- 9 dicembre - Andrej Lomakin, hockeista su ghiaccio russo (n. 1964)
- 10 dicembre - Luigi Ornaghi, attore italiano (n. 1931)
- 10 dicembre - Salvatore Pappalardo, cardinale e arcivescovo cattolico italiano (n. 1918)
- 10 dicembre - Augusto Pinochet, generale e politico cileno (n. 1915)
- 11 dicembre - Elizabeth Bolden, supercentenaria statunitense (n. 1890)
- 11 dicembre - Ennio Bonea, politico italiano (n. 1924)
- 11 dicembre - Jiří Hanke, calciatore e allenatore di calcio cecoslovacco (n. 1924)
- 11 dicembre - Angelo Mercurio, mafioso e collaboratore di giustizia statunitense (n. 1936)
- 12 dicembre - Paul Arizin, cestista statunitense (n. 1928)
- 12 dicembre - Peter Boyle, attore statunitense (n. 1935)
- 12 dicembre - Jean-Marie Nadaud, fumettista francese (n. 1946)
- 12 dicembre - Raymond P. Shafer, politico statunitense (n. 1917)
- 12 dicembre - Alan Shugart, informatico e imprenditore statunitense (n. 1930)
- 13 dicembre - Henry Beachell, agronomo e biologo statunitense (n. 1906)
- 13 dicembre - Federico Crescentini, calciatore sammarinese (n. 1982)
- 13 dicembre - Cor van der Hart, calciatore e allenatore di calcio olandese (n. 1928)
- 13 dicembre - Lamar Hunt, dirigente sportivo statunitense (n. 1932)
- 13 dicembre - Keith Larsen, attore statunitense (n. 1924)
- 13 dicembre - Armando Pagella, partigiano, sindacalista e politico italiano (n. 1926)
- 13 dicembre - Loyola de Palacio, politica spagnola (n. 1950)
- 13 dicembre - Mario Ravagnan, schermidore italiano (n. 1930)
- 13 dicembre - Giuseppe Rinaldi, calciatore italiano (n. 1922)
- 14 dicembre - Anton Balasingham, giornalista e traduttore singalese (n. 1938)
- 14 dicembre - Pupo De Luca, attore e musicista italiano (n. 1926)
- 14 dicembre - Ahmet Ertegün, produttore discografico e imprenditore turco (n. 1923)
- 14 dicembre - Mike Evans, attore statunitense (n. 1949)
- 14 dicembre - Sivuca, polistrumentista, compositore e arrangiatore brasiliano (n. 1930)
- 15 dicembre - Giorgio Balmas, politico italiano (n. 1927)
- 15 dicembre - Ruth Bernhard, fotografa tedesca (n. 1905)
- 15 dicembre - Lia Di Leo, attrice italiana (n. 1931)
- 15 dicembre - Franco Leggio, anarchico italiano (n. 1921)
- 15 dicembre - Clay Regazzoni, pilota automobilistico svizzero (n. 1939)
- 15 dicembre - Shaila Rubin, casting director statunitense (n. 1935)
- 15 dicembre - Matt Zunic, cestista e allenatore di pallacanestro statunitense (n. 1919)
- 16 dicembre - Giorgio Colussi, lessicografo italiano (n. 1933)
- 16 dicembre - Don Jardine, wrestler canadese (n. 1940)
- 16 dicembre - Pnina Salzman, pianista e docente israeliana (n. 1922)
- 17 dicembre - René Berton, ciclista su strada francese (n. 1924)
- 17 dicembre - Salvador Botella, ciclista su strada spagnolo (n. 1929)
- 17 dicembre - Piergiorgio Brigliadori, bibliotecario italiano (n. 1941)
- 17 dicembre - Lincoln E. Moses, statistico statunitense (n. 1921)
- 17 dicembre - Dick O'Keefe, cestista statunitense (n. 1923)
- 17 dicembre - Timmie Rogers, comico, cantautore e attore statunitense (n. 1915)
- 18 dicembre - Joseph Barbera, produttore televisivo, produttore cinematografico e regista statunitense (n. 1911)
- 18 dicembre - Ettore Di Filippo, arcivescovo cattolico italiano (n. 1922)
- 18 dicembre - Franco Molè, attore, commediografo e regista italiano (n. 1939)
- 18 dicembre - Mollie Orshansky, economista e statistica statunitense (n. 1915)
- 18 dicembre - Virpi Niemelä, astronoma finlandese (n. 1936)
- 19 dicembre - Giampiero Nebbia, pittore italiano (n. 1943)
- 19 dicembre - Maj-Britt Nilsson, attrice svedese (n. 1924)
- 19 dicembre - Luigi Nocivelli, imprenditore e dirigente d'azienda italiano (n. 1930)
- 20 dicembre - Harald Berger, arrampicatore e alpinista austriaco (n. 1972)
- 20 dicembre - Everett Francis Briggs, religioso statunitense (n. 1908)
- 20 dicembre - Daniele Ferrari, vescovo cattolico italiano (n. 1920)
- 20 dicembre - Piergiorgio Welby, attivista, giornalista e politico italiano (n. 1945)
- 21 dicembre - Augusto Carvacho, cestista cileno (n. 1914)
- 21 dicembre - Warren Hair, cestista statunitense (n. 1918)
- 21 dicembre - Lois Hall, attrice statunitense (n. 1926)
- 21 dicembre - Saparmyrat Nyýazow, politico turkmeno (n. 1940)
- 21 dicembre - Philippa Pearce, scrittrice inglese (n. 1920)
- 21 dicembre - Sydney Wooderson, mezzofondista britannico (n. 1914)
- 22 dicembre - Nikolaj Jakovenko, lottatore sovietico (n. 1941)
- 22 dicembre - Elena Muchina, ginnasta sovietica (n. 1960)
- 22 dicembre - Phillip Pine, attore statunitense (n. 1920)
- 22 dicembre - Galina Ivanovna Ustvol'skaja, compositrice sovietica (n. 1919)
- 22 dicembre - Manuela Wiesler, flautista austriaca (n. 1955)
- 23 dicembre - Mariano Artigas, filosofo e presbitero spagnolo (n. 1938)
- 23 dicembre - Peter Grubb, zoologo inglese (n. 1942)
- 23 dicembre - Antonella Rendina, doppiatrice italiana (n. 1956)
- 23 dicembre - Robert Stafford, politico statunitense (n. 1913)
- 24 dicembre - Jorge Bogado, cestista e allenatore di pallacanestro paraguaiano (n. 1930)
- 24 dicembre - Gino D'Antonio, fumettista italiano (n. 1927)
- 24 dicembre - Clemente Mazzotta, filologo italiano (n. 1942)
- 24 dicembre - Mirko Sandić, pallanuotista e allenatore di pallanuoto jugoslavo (n. 1942)
- 25 dicembre - James Brown, cantante statunitense (n. 1933)
- 25 dicembre - Maurizio Gueli, attore italiano (n. 1937)
- 25 dicembre - Hiroaki Hidaka, assassino seriale giapponese (n. 1962)
- 25 dicembre - Sven Lindberg, attore e regista svedese (n. 1918)
- 25 dicembre - Giampietro Puppi, fisico italiano (n. 1917)
- 26 dicembre - Gerald Ford, politico statunitense (n. 1913)
- 26 dicembre - Ivar Formo, fondista, orientista e dirigente sportivo norvegese (n. 1951)
- 26 dicembre - Martin David Kruskal, fisico e matematico statunitense (n. 1925)
- 26 dicembre - Fernand Nault, ballerino e coreografo canadese (n. 1920)
- 26 dicembre - Mario Pistacchi, calciatore italiano (n. 1932)
- 27 dicembre - Arthur Lester Benton, neurologo statunitense (n. 1909)
- 27 dicembre - Daria Bocciarelli, fisica italiana (n. 1910)
- 27 dicembre - Francesco Fuschini, presbitero e scrittore italiano (n. 1914)
- 27 dicembre - Pierre Delanoë, paroliere francese (n. 1918)
- 27 dicembre - Virgilio Scapin, scrittore e attore italiano (n. 1932)
- 28 dicembre - Nicola Granieri, schermidore italiano (n. 1942)
- 28 dicembre - Michael Levey, storico dell'arte e docente inglese (n. 1927)
- 28 dicembre - Carlo Mazzantini, scrittore italiano (n. 1925)
- 28 dicembre - Aroldo Tieri, attore italiano (n. 1917)
- 29 dicembre - José Cardús Aguilar, calciatore spagnolo (n. 1917)
- 29 dicembre - Cesarina Seppi, pittrice italiana (n. 1919)
- 29 dicembre - Charlie Tyra, cestista statunitense (n. 1935)
- 29 dicembre - Blagoja Vidinić, calciatore e allenatore di calcio jugoslavo (n. 1934)
- 30 dicembre - Candy Barr, ballerina statunitense (n. 1935)
- 30 dicembre - Frank Campanella, attore statunitense (n. 1919)
- 30 dicembre - James Harder, ingegnere statunitense (n. 1926)
- 30 dicembre - Saddam Hussein, politico e militare iracheno (n. 1937)
- 30 dicembre - Giordano Malagoli, calciatore italiano (n. 1915)
- 30 dicembre - Michel Plasse, hockeista su ghiaccio canadese (n. 1948)
- 31 dicembre - John Ardito, mafioso statunitense (n. 1919)
- 31 dicembre - Gaetano De Leo, psicologo italiano (n. 1940)
- 31 dicembre - Seymour Martin Lipset, sociologo statunitense (n. 1922)
- 31 dicembre - Leni Lohmar, nuotatrice tedesca (n. 1914)
- 31 dicembre - Liese Prokop, multiplista e politica austriaca (n. 1941)